# Айті-Мохк
Айті-Мохк (рос. Айти-Мохк) — село у Ножай-Юртовському районі Чечні Російської Федерації.
Населення становить 1883 особи (2019). Входить до складу муніципального утворення Айті-Мохкське сільське поселення.

## Історія
Згідно із законом від 20 лютого 2009 року органом місцевого самоврядування є Айті-Мохкське сільське поселення.

## Населення
| 1990  | 2002  | 2010  | 2012  | 2013  | 2014  | 2015  |
| ----- | ----- | ----- | ----- | ----- | ----- | ----- |
| 465   | ↗1145 | ↗1674 | ↗2297 | ↘1723 | ↗1759 | ↗1786 |
| 2016  | 2017  | 2018  | 2019  |       |       |       |
| ↗1821 | ↗1841 | ↗1863 | ↗1883 |       |       |       |